# Kjósarhreppur
Kjósarhreppur is een gemeente in het zuidwesten van IJsland in de regio Höfuðborgarsvæðið. De gemeente heeft 181 inwoners (in 2006) en een oppervlakte van 284 km².
Reykjavíkurborg · Kópavogsbær · Seltjarnarnesbær · Garðabær · Hafnarfjarðarkaupstaður · Álftanes · Mosfellsbær · Kjósarhreppur